# Катедра по социална работа (ШУ)
Катедра „Социална работа“ е една от катедрите на Педагогическия факултет на Шуменски университет „Епископ Константин Преславски“. Неин ръководител е проф. д.и.н. Георги Велков Колев.
През 2017 г. катедрата стартира кампания „Дари стара детска книга - отвори нови хоризонти“. Целта е събиране на детска и юношеска литература за изграждане на библиотека към Центъра за обществена подкрепа в Нови пазар.

## Академичен състав
През 2019 г. академичният състав на катедра „Социална работа“ се състои от 9 хабилитирани преподаватели и 3 нехабилитирани преподаватели.
- Проф. д.и.н. Георги Велков Колев
- Проф. д.с.н. Соня Борисова Илиева
- Проф. д-р Красимира Тошева Бенкова
- Проф. д-р Пламен Киров Иванов
- Доц. д-р Живко Величков Жечев
- Доц. д-р Милослава Русинова Янкова
- Доц. д-р Павлина Иванова Лазарова
- Доц. д-р Росица Петрова Михайлова
- Доц. д-р Силвия Димитрова Салтирова-Радкова
- Гл. ас. д-р Мая Димитрова Конова
- Преп. д-р Лора Миткова Рашкова
- Преп. д-р Христина Коларова-Василева